# Zigzagsteek

Schematische weergave van de zigzagsteek. Op de rode punten steekt de naald van de naaimachine door de stof.

De zigzagsteek is een naaisteek die ook als borduursteek wordt gebruikt. De steek wordt gemaakt met een naaimachine en wordt vooral gebruikt om rafelende stof af te werken voordat de stof wordt omgezoomd. Bij de zigzagsteek beweegt de naald van de naaimachine zich heen en weer, terwijl de stof vooruit wordt getransporteerd. De naaivoetjes van moderne naaimachines zijn standaard voorzien van een opening die deze zijdelingse beweging van de naald mogelijk maakt.

## Geschiedenis

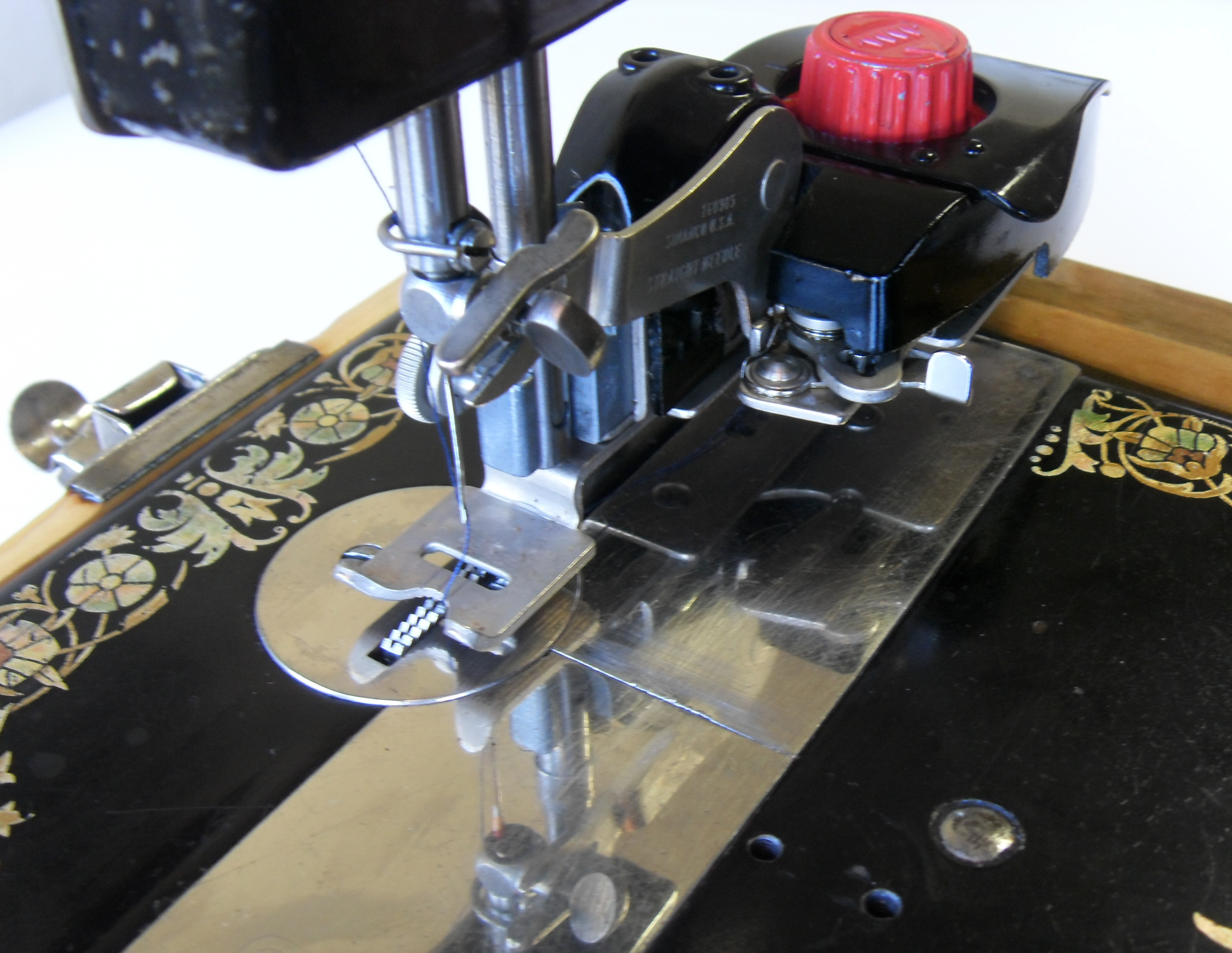
Zigzagvoetje op een Singer naaimachine

Naaimachines die voor de jaren 1960  in de handel waren hadden over het algemeen geen mogelijkheid voor een zigzagsteek. Er waren wel hulpmiddelen voor beschikbaar. Een uitzondering was de Necchi, de eerste zigzagmachine die in 1947 werd geïntroduceerd. In 1952 introduceerde Elna de Supermatic, een machine die naast de zigzagsteek en de rechte steek vele andere steken kon maken.

## Gebruik als afwerking
De zigstaksteek kan gebruikt worden voor het afwerken van naden. De zigzagsteek wordt ook gebruikt voor het machinaal afwerken van knoopsgaten en is dan een alternatief voor de bewerkelijke knoopsgatensteek.
Op een naaimachine kan zowel de breedte van de zigzagsteek als de lengte worden ingesteld. Voor het afwerken wordt meestal de grootste breedte gebruikt, met een gemiddelde lengte. De stof wordt zodanig neergelegd dat de linker steek van de zigzag door de stof steekt, de rechter steek komt dan terecht buiten de stof. Voor het afwerken van zeer dunne stoffen gebruikt men een smallere steek, om te voorkomen dat de rand gaat omkrullen.

## Gebruik als borduursteek
Met de zigzagsteek kan ook worden geborduurd. Er kunnen bijvoorbeeld applicaties met de zigzagsteek worden aangebracht. Ook kunnen er siernaden mee gemaakt worden, waarbij dan een contrasterende kleur gebruikt wordt. Het aanbrengen van dikke contouren, zoals letters, bladstelen en allerhande contouren is eveneens mogelijk met een zigzagsteek. In dit geval wordt de steeklengte zeer kort ingesteld, zodat de steken tegen elkaar komen te liggen. Een zigzagsteek om te borduren kan ook met de hand gemaakt worden.

## Rimpelen
De zigzagsteek kan ook als hulpmiddel gebruikt om stof te rimpelen. Daartoe wordt een losse draad vastgezet op het beginpunt van het te rimpelen patroondeel. Vervolgens wordt deze draad vastgenaaid met een zigzagsteek, zonder daarbij in de draad te steken. Er wordt gestopt bij het eindpunt. Om de stof te rimpelen wordt de draad aangetrokken. Bij het afwerken van het kledingstuk kan de zigzagsteek weer verwijderd worden.

## Variant
Een variant van de zigzagsteek is de gestikte of genaaide zigzag. Bij het heen en weer gaan van de steek worden dan tussensteken gestikt. Deze steek is elastisch, en daardoor geschikt voor het aannaaien van elastiek.